# シー・コネクト
株式会社シー・コネクト（英: c-connect corporation）はeコマース（電子商取引）サイトを複数運営する企業である。本社は東京都文京区に所在。EC事業者の中でも、楽天、Yahooショッピングに代表されるショッピングモール（電子商店街）に出店しておらず（2013年12月現在）、自社ドメイン上（ECサイト）での販売に特化している企業である。

## 沿革
- 2009年（平成21年）8月 - 株式会社シー・コネクトを設立
- 2009年（平成21年）8月 - 互換、リサイクル製のインクカートリッジ、トナーカートリッジ販売サイト「インク革命.com」の運営開始。
- 2010年（平成22年）7月 - 事業拡張により、本社を文京区本郷 (文京区)に本社を移転
- 2010年（平成22年）10月 - エコ＋1商品販売サイト「えこねっと」をオープン
- 2012年（平成24年）4月 - 事業拡張により、本社を文京区湯島（最寄駅：御茶ノ水）に移転
- 2013年（平成25年）9月 - 事業拡張により、江戸川区春江に物流センターを移転、名称を「東京ロジスティクスセンター」とする。
- 2014年（平成26年）1月 - ベンチャー通信編集部が運営する、2014年度ベストベンチャー 100に選出された。